# سانتوری سان‌بردز
سانتوری سان‌بردز (انگلیسی: Suntory Sunbirds)  تیم والیبال مردان مستقر در شهرستان اوساکا، اوساکا ، ژاپن است. این تیم در وی لیگ بازی می‌کند. این باشگاه در سال ۱۹۷۳ تأسیس شد و صاحب باشگاه نیز سانتوری است. سانتوری سان‌بردز تا به حال ۷ دوره قهرمانی و ۴ دوره نایب قهرمان لیگ برتر والیبال ژاپن (وی لیگ) شده‌است.